# Beast Boy
Beast Boy (echte naam Garfield Mark "Gar" Logan) is een superheld uit de strips van DC Comics. Hij werd bedacht door Arnold Drake en Bob Brown, en maakte zijn debuut in The Doom Patrol #99 (november 1965).

## Biografie
Als een kind kreeg Garfield een zeldzame ziekte genaamd Sakutia. Hij werd genezen met behulp van een serum van een groene aap. Dit serum had onverwachte bijeffecten. Het kleurde Garfields huid en haar groen, en gaf hem de gave om in dieren te veranderen.
Garfields ouders stierven bij een bootongeluk toen Garfield zelf 10 jaar was. Garfield zelf kwam na een mislukte ontvoering terecht bij Nicholas Galtry, die banden had met zijn ouders. Galtry had het voorzien op het fortuin van de Logan familie en was niet blij te zien dat Garfield nog leefde. Hij huurde verschillende criminelen in om in het geheim Garfield te doden, maar deze aanslagen werden verijdeld door Doom Patrol. Galtry’s plannen werden definitief de grond in geboord toen Elasti-Girl en Mento, beide lid van de Doom Patrol, Garfield adopteerden.
Garfield bleef lange tijd bij de Doom Patrol, en nam hier de naam Beast Boy aan. In deze dagen werd hij verliefd op een klasgenoot van de middelbare school. Maar het noodlot leek hem te achtervolgen. Het hele Doom Patrol team kwam om het leven, en Beast Boy was de enige overlevende.
De nu tiener Beast Boy sloot zich aan bij de Teen Titans. Hij bleef bij de verschillende incarnaties van het team, en werd goede vrienden met Cyborg (DC Comics). Een tijdje veranderde hij zijn naam naar Changeling.
Lange tijd was Beast Boy onzeker over zijn verblijf bij de Titans, daar hij van mening was dat hij iedereen in zijn omgeving ongeluk bracht. Hij probeerde deze onzekerheid te verbergen met humor. Zo kwam Beast Boy bekend te staan als de vrolijke noot van het team.
Beast Boy kreeg een relatie met Tara Markov, en was dan ook zeer teleurgesteld toen hij ontdekte dat ze een verrader was die werkte voor Deathstroke. Lange tijd weigerde hij dit te geloven, en beschuldige Deathstroke ervan iets met haar gedaan te hebben.
Beast Boy is nog altijd lid van de Teen Titans.

## Krachten en vaardigheden
Beast Boy kan zichzelf veranderen in elk dier dat hij ooit heeft gezien, zowel in het echt als op een afbeelding. Deze transformaties houden zelfs uitgestorven dieren in zoals dinosauriërs.
Beast Boy kan zijn lichaamsmassa geheel aanpassen, en zo ook veranderen in dieren die veel groter of kleiner zijn dan hijzelf. Tevens kan hij zijn lichaamsstructuur aanpassen om bijvoorbeeld een dier zonder benen (zoals een slang) te worden.
Terwijl hij in beestvorm is verkrijgt Beast Boy alle vaardigheden van het dier waarin hij is veranderd, maar behoudt zijn menselijke intelligentie en denkvermogen. Tevens kan hij in diermode nog wel praten.
Beast Boy heeft tegenwoordig ook een nieuwe “Super-dier” vorm, waarin hij kenmerken van meerdere dieren kan combineren.

## In andere media
- Beastboy is een van de hoofdpersonages uit de live-actionserie Titans uit 2018, hierin wordt hij gespeeld door Ryan Potter.
- Beast Boy is een personage in de animatieserie Teen Titans. In de serie is hij jonger dan in de strips. Ook in de serie dient hij als de vrolijke noot van het team. In de serie kan hij niet praten in diervorm, tenzij hij verandert in een dier dat kan leren praten (zoals een papegaai).
- Beast Boy komt voor in de animatieserie Young Justice. In zijn debuutaflevering is hij acht jaar oud en heeft hij nog geen superkrachten. Wanneer hij gewond raakt, geeft Miss Martian hem een bloeddonatie om hem te redden. Hierdoor erft hij Miss Martians krachten om van gedaante te veranderen en wordt hij Beast Boy.
- Beast Boy is een vast personage in de serie Teen Titans Go!